# Ruscism

Simbolul Z a fost folosit de armata rusă și a fost făcut publicitate în propaganda de stat în timpul invaziei ruse a Ucrainei în 2022, în mijlocul războiului ruso-ucrainean.

Panglica Sf. Gheorghe, care a fost folosită în mod activ de invazia rusă a Ucrainei în 2022 în mijlocul războiului ruso-ucrainean și ca simbol al sprijinului pentru Putinism în Rusia

Ruscism (în rusă рашизм, transliterat: rașcizm; din engleză «Russia, Russian» și italiană «fascismo» - fascism, din care terminația -ism) - ideologia politică și practicile sociale ale regimului de conducere al Rusiei în secolul al XXI-lea, bazat pe ideile „misiunii civilizaționale speciale” a rușilor, „vechimea poporului frățesc”, intoleranța la elementele culturale ale altor popoare; asupra totalitarismului și imperialismului în stil sovietic, utilizarea ortodoxiei ruse ca doctrină morală și asupra instrumentelor geopolitice de influență, în primul rând - purtători de energie.
Politologul rus Andrei Piontkovski susține că ideologia fascismului rus este în multe privințe similară cu fascismul german (nazismul), în timp ce discursurile președintelui Vladimir Putin reflectă idei similare cu cele ale lui Adolf Hitler.

## Etimologie și definiții
Termenul „Ruscism” este format artificial prin combinarea cuvântului englezesc Rusia (adică Rusia, pronunțat: rucha) cu cuvântul internațional „fascism”. Consonanța cuvintelor Ruscism și Rasism este jucată. Ruscism - un fel de ideologie totalitară, fascistă,  o simbioză a principiilor de bază ale fascismului și stalinismului. Ea stă la baza geopoliticii barbare a Rusiei care vizează ocuparea și anexarea altor state, adesea marcată cu ștampila „adunării pământurilor rusești” și bazată pe colaborarea locală și sprijinul pentru coloana a cincea a Rusiei.

### Istorie
Termenul a devenit larg răspândit în cercurile informale în 2008 - în timpul războiului ruso-georgian din 2008. Al doilea val de proliferare a acestui termen a avut loc în timpul anexării Republicii Autonome Crimeea de către Federația Rusă, doborârii unui Boeing 777 lângă Donețk pe 17 iulie 2014 și începerii războiul ruso-ucrainean din 2014.
Introdus pentru prima dată de Herzen în romanul său «Минуле і думи»(ru)  (1868) sub forma „ rusismului ” pentru a desemna tendința extremistă în moscovitism . Reînvierea termenului se datorează președintelui Republicii Cecene Ichkeria Dzhokhar Dudayev , care a văzut principala trăsătură a rusismului în expansiunea teritorială a Rusiei în Caucaz, această linie de percepție a fost continuată de Shamil Basayev și Aslan Maskhadov.
Boris Grushin a văzut baza rusismului sclaviei feudale și sclaviei, oponenții săi au numit această poziție rusofobă. Cu toate acestea, reprezentanții naționalismului rus au transformat acest termen (ca o combinație a „imperialismului rus” cu „naționalismul intern”) în baza ideologiei lor. Astfel, naționalistul Alexandru Ivanov-Sukharevsky a anunțat un proiect pentru construirea Sfintei Rusii - superputeri (imperiul de clasă) condus de poporul slavo-ruși, uniți prin sânge, limbă și istorie.
Printre numeroasele mișcări naționaliste radicale din anii 1990 din Rusia, Partidul Național Popular al Rusiei (NPP) fascist de extremă dreaptă, fondat în 1994 de Alexander Ivanov-Sukharevsky, director educațional, și Alexei Shiropaev, inspirat de fascismul în stil italian, s-a prefăcut rus.Mișcările ortodoxe și cazaci și au răspândit ideologia pe care ea a numit-o „ rusism ”. Această ideologie a fost o combinație de populism, misticism rucial și antisemit, ecologism național, ortodoxie și nostalgie pentru rege. Partidul avea doar câteva mii de membri, dar a influențat istoric scena extraparlamentară din Rusia prin binecunoscutele ziare Ya Russky, Nasledie Predkov și Era Rossii. Partidul a avut în curând probleme cu legea pentru incitarea la ură etnică, Ya Russkiy a fost în cele din urmă interzis în 1999, iar Ivanov-Sukharevsky a fost condamnat la câteva luni de închisoare, dar după eliberare a rămas o figură importantă în cercurile apropiate de Uniune. al Rusiei și și-a continuat activitățile.

## Principalele trăsături și caracteristici ale Ruscismului
În centrul Ruscismului, care este deja pe deplin consacrat în ideologia oficială, se află negarea statului de drept și afirmarea legii forței, lipsa de respect pentru suveranitatea vecinilor și autoafirmarea prin arbitrar și violență. În general, aceste trăsături sunt inerente oricărui guvern rus și moștenite de la Hoarda de Aur  . Unul dintre fundamentele Ruscismului este ideologia teoriei spirituale a ROC despre „alegerea divină” a rușilor.
Potrivit istoricului rus Alexander Skobov, Ruscismul este un amestec eclectic de șovinism de mare putere, nostalgie pentru trecutul sovietic și ortodoxie obscurantistă. Ruscismul se caracterizează și prin disprețul față de individ, dorința de a dizolva individul în „majoritate” și de a suprima minoritatea. Ruscismul se caracterizează prin neîncrederea în procedurile democratice, pentru că „toate acestea sunt doar un instrument de manipulare subtilă” (Ruscismul însuși preferă manipularea brută). Ruscismul provine din faptul că „spiritul poporului” și „cel mai înalt interes general” se manifestă nu prin mecanisme electorale formale, ci într-un mod irațional, mistic. - din cauza liderului care a devenit așa pentru că a reușit să curețe pe toți ceilalți.
Politologul Stanislav Belkovsky susține că Ruscismul este deghizat în antifascism, dar are o față și o esență fasciste. Politologul Ruslan Klyuchnik observă că elita rusă se consideră îndreptățită să-și construiască propria „democrație suverană” fără a se referi la standardele occidentale, dar ținând cont de tradițiile de construire a statului ale Rusiei. Resursele administrative din Rusia sunt unul dintre mijloacele de conservare a fațadei democratice, care ascunde mecanismul manipulării absolute a voinței cetățenilor.

## Ideologia ruscismului

### Ingrediente
Ruscismul este o cvasi-ideologie care este un amestec controversat de imperiu, șovinism de mare putere și tradiționalism religios, bazat în mare parte pe nostalgia trecutului sovietic. Ideologia se opune valorilor și instituțiilor occidentale, liberal-democratice, inclusiv alegerilor libere și altor drepturi și libertăți civile. Ideologia Ruscismului se bazează pe ura și invidia față de democrațiile occidentale - Europa, Statele Unite, Canada. În centrul acestei ideologii - cultul liderului național, care a revenit Rusiei „măreție”.
Ideologia Ruscismului îmbină în mod bizar vederile despre lume ca un câmp de luptă totală brutală pentru supraviețuire cu o pretenție de spiritualitate înaltă, la care, potrivit ruciștilor, restul lumii nu se poate ridica. În același timp, această ideologie este chintesența huliganismului și grosolăniei. În același timp, anumite manifestări ale culturii occidentale, precum legalizarea prostituției, drepturile minorităților sexuale („geyropa”), dependenții de droguri etc., pot fi folosite pentru a justifica „lipsa de spiritualitate” în alte națiuni sau viceversa - ca apartenență civilizațională a Rusiei la comunitatea țărilor civilizate. Ruscismul este o combinație a conceptului de „cale specială” atât de mult vorbit de bolșevici cu ideea nazistă de superioritate, dar nu rucială, ci spirituală. - la final a dat un amestec mortal, numit „lumea rusă”.
Politologul Andrei Piontkovski susține că ideologia Ruscismului este în multe privințe similară cu nazismul fascist și cu discursurile și politicile președintelui rus Putin - cu ideile lui Hitler.
Profesorul Oleh Hryniv consideră că Ruscismul ar trebui să fie clar distins de Putinism, deoarece Ruscismul se referă la justificarea ideologică a politicii aventuroase a actualului dictator rus Putin. - imperialismul de la Moscova, sub care rivalii ideologici (ideologi de partid și șovini și anticomuniști) s-au unit de dragul șantajului economic și politic al statelor de pe teritoriul fostului imperiu; Bolșevismul poate fi văzut acum doar ca o formă de Ruscism. La rândul său, versiunea clericală a Ruscismului încearcă să pună în aplicare Patriarhul Moscovei Kirill, așa cum demonstrează conceptul său de „lumea rusă”. În centrul Ruscismului se află respingerea civilizației occidentale, care se opune unui fel de civilizație rusă (euruciatică) . Intelectualii moscoviți sunt de acord cu autocratul Putin, care încearcă să pună capăt ucraincidului țarist și bolșevic. Acum Ruscismul Aceasta este baza ideologică a Putinismului . Istoria a confirmat că Ruscismul implică în primul rând distrugerea ucrainenilor ca comunitate națională.

### Funcții

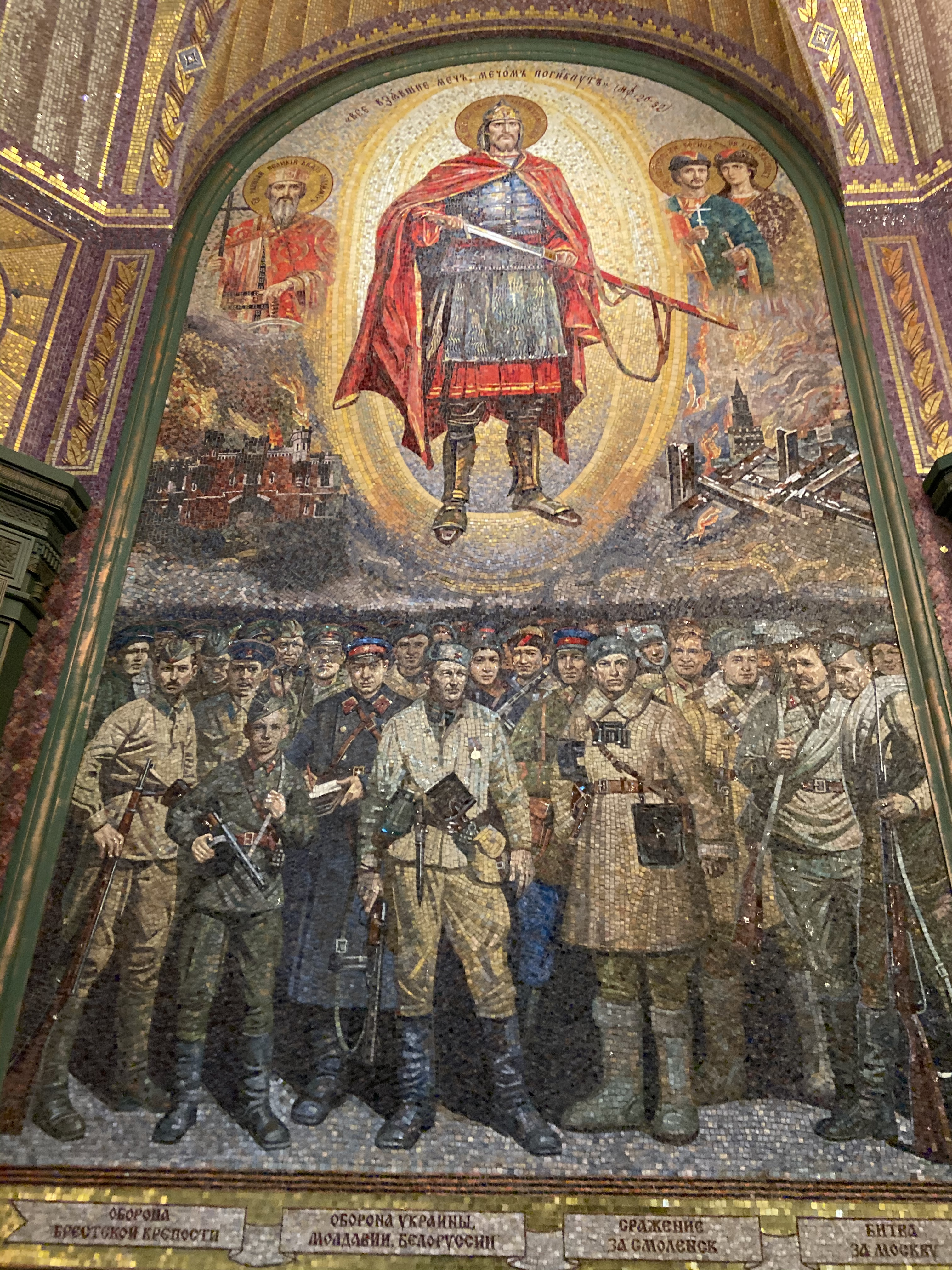
Un mozaic în Biserica Principală a Forțelor Armate Ruse, amestecând iconografia creștină ortodoxă răsăriteană cu simboluri militare sovietice

Potrivit profesorului Alexander Kostenko, Ruscismul este o ideologie care se bazează pe iluzii și justifică admisibilitatea oricărui arbitrar de dragul intereselor interpretate greșit ale societății ruse. În politica externă, Ruscismul se manifestă, în special, prin încălcarea principiilor dreptului internațional, impunând lumii versiunea sa de adevăr istoric numai în favoarea Rusiei, abuzând de dreptul de veto în Consiliul de Securitate al ONU și așa mai departe. În politica internă, Ruscismul este o încălcare a drepturilor omului la libertatea de gândire, persecuția membrilor „mișcării de disidență”, folosirea mass-media pentru a-și dezinforma oamenii și așa mai departe. De asemenea, Alexander Kostenko consideră Ruscismul o manifestare a sociopatiei.
Ruscismul are o funcție de substituție a religiei, dând adeptului un sentiment de apartenență la lupta dintre „bine și rău”, umplându-i existența de sens, justificând greutățile și sacrificiile pe care le aduce în realitate, scăpându-l de complexul de inferioritate.
Potrivit lui Mykola Tomenko, „Ruscismul” - ideologia mizantropică, care nu diferă semnificativ în conținut de fascism sau stalinism . Rusia, care a luptat inițial pentru informare și ideologie, susține toate metodele din întreaga lume (inclusiv cele militare) pentru a-i distruge pe cei care nu susțin ideologia „lumii ruse” și prevede punerea în aplicare a acestei ideologii prin orice mijloace.

## Rusciști
Susținătorii ideologiei ruciste sunt de obicei numiți „rusciști”, uneori - „jachete matlasate”.
Psihologia ruciștilor - este psihologia ostilității, ideea că și în Rusia sunt străini peste tot. Această psihologie este deținută de oameni care sunt profund jigniți de umilințele imaginare sau reale la care Occidentul i-a supus. Dar în vremuri în care „Rusia este puternică”, ruciștii ar avea ocazia să se răzbune.
O trăsătură distinctivă a conștiinței ruciste este speranța de putere. O trăsătură importantă a ruciștilor este o înțelegere moartă și polemică a istoriei Rusiei, transformarea acesteia într-un set de date de cult în care ruciștii se închină și în care cred.
Superficial, suspicios („dușmanii sunt prin preajmă, toată lumea vrea să ne mănânce”) și, în general, atitudine destul de vicioasă față de această lume coruptă, viziunea ei ca pe o potențială pradă, ruciștii se combină cu o imagine naivă copilărească că „nu suntem nimeni nu. a iubi. Ei vor să fie iubiți - ca Fratele Mare. Rașiștii extind principiile patriarhale la relațiile dintre popoare. Sunt convinși că dragostea se poate face, că „tolerează-se îndrăgostește”, care bate - înseamnă, iubește”, pentru că „spre binele lor”.
Unul dintre cei mai faimoși actori ruciști rus Ivan Okhlobystin crede că „Ruscismul - aceasta este alegerea înțelepților”, și își dovedește fidelitatea față de credințele sale printr-un tatuaj pe braț, pe care îl numește „marca rucistului”.